# Alveolă dentară

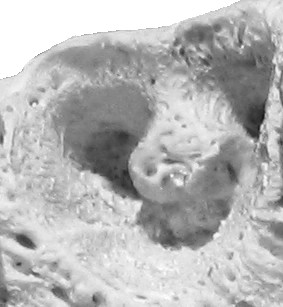
Alveola celui de-al doilea premolar în maxilă de bovină.

O alveolă dentară (lat. alveolus dentalis) este o depresiune în maxilă sau în mandibulă, în care se află un dinte cu rădăcină lui.
Dintele nu este crescut împreună cu osul alveolar, ci este fixat prin fibrele lui sharpey (engl. en:Sharpey's fibres).

Secţiune longitudinală printr-un molar:
1. Dinte 2. Smalț 3. Dentină 4. Pulpă dentală
5. cameral pulp
6. root pulp
7. Cementum (Ciment)
8. Coroană
9. Cusp
10. Sulcus
11. Colet
12. Rădăcină
13. Furcație
14. Root apex
15. Apical foramen
16. Sulcus gingivae
17. Periodontium
18. Gingie
19. liber sau interdental
20. marginal
21. alveolar
22. Periodontal ligament
23. Alveolar bone
24. Vase și nervi:
25. dental
26. periodontal
27. canalele alveolare